# John Spencer, VIII conte Spencer
Edward John Spencer, VIII conte Spencer MVO, detto Johnnie (Londra, 24 gennaio 1924 – Londra, 29 marzo 1992), denominato Visconte Althorp fino al 1975, era un pari britannico e il padre di Diana, Principessa di Galles.

## Biografia

### Infanzia ed educazione
Lord Spencer era figlio di Albert Spencer, VII conte Spencer e di Lady Cynthia Hamilton, figlia di James Hamilton, III duca di Abercom. Fu educato a Eton, alla Reale accademia militare a Sandhurst, e al Royal Agricultural College a Cirencester in Cotswolds.

### Carriera militare
Come capitano della Royal Scots Greys, Lord Spencer partecipò alla seconda guerra mondiale dal 1944 al 1945. Dal 1947 al 1950 fu assistente del Governatore dell'Australia del sud Malcolm Barclay-Harvey.

### Primo matrimonio
Il 1º giugno 1954 sposò Frances Ruth Burke-Roche, sorella del Barone Fermoy Edmund Burke Roche, nell'Abbazia di Westminster.
Gli Spencer divorziarono nell'aprile del 1969 dopo che Frances lasciò la famiglia per sposarsi con Peter Shand-Kydd; iniziata una causa per l'affido dei figli, fu John a ottenerne la custodia.

### Carriera politica
Lavorò nell'ufficio amministrativo della Contea di Northamptonshire nel 1952 e ne divenne capo-sceriffo nel 1959; giudice di pace nel 1970 a Norfolk, scudiero di re Giorgio VI e della regina Elisabetta II del Regno Unito, fu insignito dell'Ordine reale vittoriano nel 1954.
Quando il padre morì nel 1975, gli succedette divenendo VIII conte Spencer.

### Secondo matrimonio
Nel 1976 sposò Raine, contessa di Dartmouth, precedente moglie del Conte di Dartmouth e figlia della scrittrice Barbara Cartland.

### Ultimi anni e morte
Lord Spencer fu ricoverato il 21 marzo 1992 per una polmonite all'ospedale Humana di Wellington, Londra e morì il 29 per un infarto. Cremato, fu tumulato come tradizione alla Chiesa di St. Mary, Great Brighton, Northamptonshire.
Nel 1983 scrisse un libro con la moglie Raine dal titolo The Spencers on spas.

## Discendenza
Lord Spencer e Frances Ruth Burke-Roche ebbero cinque figli:
- Lady Sarah Spencer (19 marzo 1955), che sposò Neil Edmund McCorquodale;
- Lady Jane Spencer (11 febbraio 1957), che sposò Sir Robert Fellowes, poi Barone Fellowes;
- John Spencer, che morì 10 ore dopo la sua nascita il 12 gennaio 1960;
- Lady Diana Spencer poi Diana, Principessa di Galles (1º luglio 1961-31 agosto 1997), prima moglie di Re Carlo III;
- Charles Spencer, IX conte Spencer (20 maggio 1964), Paggio d'Onore della regina Elisabetta II, che sposò Victoria Lockwood, poi Caroline Freud, poi Karen Gordon.

## Ascendenza
|                                      |                                     |                                            | Genitori                                  |  |  | Nonni |  |  | Bisnonni                            |  |  | Trisnonni                        |  |
|                                      |                                     |                                            |                                           |  |  |       |  |  | Frederick Spencer, IV conte Spencer |  |  | George Spencer, II conte Spencer |  |
|                                      |                                     |                                            |                                           |  |  |       |  |  | Frederick Spencer, IV conte Spencer |  |  | George Spencer, II conte Spencer |  |
|                                      |                                     | Lavinia Bingham                            |                                           |  |  |       |  |  | Frederick Spencer, IV conte Spencer |  |  |                                  |  |
| Charles Spencer, VI conte Spencer    |                                     |                                            |                                           |  |  |       |  |  | Frederick Spencer, IV conte Spencer |  |  |                                  |  |
|                                      |                                     | Adelaide Horatia Seymour                   | Horace Seymour                            |  |  |       |  |  |                                     |  |  |                                  |  |
|                                      |                                     | Adelaide Horatia Seymour                   | Horace Seymour                            |  |  |       |  |  |                                     |  |  |                                  |  |
|                                      |                                     | Adelaide Horatia Seymour                   | Elizabeth Malet Palk                      |  |  |       |  |  |                                     |  |  |                                  |  |
| Albert Spencer, VII conte Spencer    |                                     | Adelaide Horatia Seymour                   |                                           |  |  |       |  |  |                                     |  |  |                                  |  |
|                                      |                                     | Edward Charles Baring, I barone Revelstoke | Henry Baring                              |  |  |       |  |  |                                     |  |  |                                  |  |
|                                      |                                     | Edward Charles Baring, I barone Revelstoke | Henry Baring                              |  |  |       |  |  |                                     |  |  |                                  |  |
|                                      |                                     | Edward Charles Baring, I barone Revelstoke | Cecilia Anna Windham                      |  |  |       |  |  |                                     |  |  |                                  |  |
| Margaret Baring                      |                                     | Edward Charles Baring, I barone Revelstoke |                                           |  |  |       |  |  |                                     |  |  |                                  |  |
|                                      |                                     | Louisa Emily Charlotte Bulteel             | John Crocker Bulteel                      |  |  |       |  |  |                                     |  |  |                                  |  |
|                                      |                                     | Louisa Emily Charlotte Bulteel             | John Crocker Bulteel                      |  |  |       |  |  |                                     |  |  |                                  |  |
|                                      |                                     | Louisa Emily Charlotte Bulteel             | Elizabeth Grey                            |  |  |       |  |  |                                     |  |  |                                  |  |
| John Spencer, VIII conte Spencer     |                                     | Louisa Emily Charlotte Bulteel             |                                           |  |  |       |  |  |                                     |  |  |                                  |  |
|                                      | James Hamilton, II duca di Abercorn | James Hamilton, I duca di Abercorn         |                                           |  |  |       |  |  |                                     |  |  |                                  |  |
|                                      | James Hamilton, II duca di Abercorn | James Hamilton, I duca di Abercorn         |                                           |  |  |       |  |  |                                     |  |  |                                  |  |
|                                      | James Hamilton, II duca di Abercorn | Louisa Jane Russell                        |                                           |  |  |       |  |  |                                     |  |  |                                  |  |
| James Hamilton, III duca di Abercorn | James Hamilton, II duca di Abercorn |                                            |                                           |  |  |       |  |  |                                     |  |  |                                  |  |
|                                      |                                     | Mary Anne Curzon-Howe                      | Richard Curzon-Howe, I conte di Howe      |  |  |       |  |  |                                     |  |  |                                  |  |
|                                      |                                     | Mary Anne Curzon-Howe                      | Richard Curzon-Howe, I conte di Howe      |  |  |       |  |  |                                     |  |  |                                  |  |
|                                      |                                     | Mary Anne Curzon-Howe                      | Anne Gore                                 |  |  |       |  |  |                                     |  |  |                                  |  |
| Cynthia Hamilton                     |                                     | Mary Anne Curzon-Howe                      |                                           |  |  |       |  |  |                                     |  |  |                                  |  |
|                                      |                                     | Charles Bingham, IV conte di Lucan         | George Bingham, III conte di Lucan        |  |  |       |  |  |                                     |  |  |                                  |  |
|                                      |                                     | Charles Bingham, IV conte di Lucan         | George Bingham, III conte di Lucan        |  |  |       |  |  |                                     |  |  |                                  |  |
|                                      |                                     | Charles Bingham, IV conte di Lucan         | Anne Brudenell                            |  |  |       |  |  |                                     |  |  |                                  |  |
| Rosalind Bingham                     |                                     | Charles Bingham, IV conte di Lucan         |                                           |  |  |       |  |  |                                     |  |  |                                  |  |
|                                      |                                     | Cecilia Catherine Gordon-Lennox            | Charles Gordon-Lennox, V duca di Richmond |  |  |       |  |  |                                     |  |  |                                  |  |
|                                      |                                     | Cecilia Catherine Gordon-Lennox            | Charles Gordon-Lennox, V duca di Richmond |  |  |       |  |  |                                     |  |  |                                  |  |
|                                      |                                     | Cecilia Catherine Gordon-Lennox            | Caroline Paget                            |  |  |       |  |  |                                     |  |  |                                  |  |
|                                      |                                     | Cecilia Catherine Gordon-Lennox            |                                           |  |  |       |  |  |                                     |  |  |                                  |  |